# St. James (Maryland)
St. James – jednostka osadnicza w Stanach Zjednoczonych, w stanie Maryland, w hrabstwie Washington.